# آیفریک کیو
آیفریک کیو (انگلیسی: Aifric Keogh؛ زادهٔ ۹ ژوئیهٔ ۱۹۹۲) قایقران روئینگ اهل جمهوری ایرلند است.
وی در مسابقات کشوری و بین‌المللی در مجموع برندهٔ ۱ مدال برنز شده‌است.